# Съби Кривошиев
Съби К. Кривошиев е български свещеник и общественик.

## Биография
Роден е през 1892 г. в село Столът, област Габрово. Учи в прогимназията в Севлиево. Завършва Семинария и след това учителства. През 1924 г. става свещеник в село Хирево. През 1927 г. е преместен в Севлиево като енорийски свещеник в църквата „Света Троица“. През 1932 г. става архиерейски наместник. От 1937 г. е протойерей. През 1940 г. на празника Възнесение Господне е произведен в свещеноиконом, а три дни по-късно отличен с нагръден кръст. Награден е с два ордена: V степен „За гражданска заслуга“ и IV степен „За човеколюбие“. Участва в различни обществени инициативи и ръководи местното старопиталище. Безследно изчезва през нощта на 5 октомври 1944 г. Севлиевският състав на Народния съд го осъжда на смърт и му е конфискувано цялото имущество.